# Бауса, Эдуардо
Эдуардо Бауса (исп. Eduardo Bauzá; 16 ноября 1939 — 17 февраля 2019) — аргентинский юрист и политик, занимавший посты министра здравоохранения и министра внутренних дел во время президентства Карлоса Менема, а затем был при нём же главы кабинета министров. С 5 июня 1996 года по 10 декабря 1999 года Бауса являлся членом Сената Аргентины.

## Образование и карьера
Эдуардо Бауса получил юридическое образование, окончив Университет Мендосы. Свою политическую карьеру он начал также в своей родной провинции Мендоса. Первую свою политическую должность Бауса получил в 1973 году, заняв пост секретаря по развитию в провинции Ла-Риоха при губернаторе Карлосе Менеме. Менем и Бауса лишились политической власти в результате государственного переворота 1976 года, а несколько месяцев спустя Бауса был задержан в ходе так называемого «процесса национальной реорганизации». С мая 1976 года по апрель 1977 года он находился под арестом. В 1982 году Бауса вернулся в политику, участвуя в создании фракции «Федерализм и освобождение» (исп. Federalismo y liberación) внутри Хустисиалистской партии, возглавляемой Менемом. Они участвовали в праймериз к всеобщим выборам в Аргентине 1983 года, проиграв Итало Архентино Лудеру. Бауса также участвовал в праймериз к выборам губернатора, уступив на них Карлосу Мотте.
Бауса был избран депутатом аргентинского парламента от Мендосы в 1987 году. Он отказался от места в нём, чтобы участвовать в организации политической кампании Менема на всеобщих выборах 1989 года, на которых тот и победил. Бауса в итоге был назначен министром внутренних дел. На этой должности он пробыл полгода, после чего был назначен министром здравоохранения Аргентины. Во время его пребывания на этом посту случился национальный скандал, известный как «халатный скандал» (исп. Escándalo de los guardapolvos), когда государство закупило 500 000 учебных халатов по гораздо более высокой цене, чем обычно, и поставило только десятую их часть, несмотря на предоплату. Эдуардо Бауса был оправдан по этому делу в 2005 году судьёй Марией Ромильдой Сервини де Кубрией.

## Завершение политической карьеры
Через несколько месяцев Бауса стал генеральным секретарём президиума. Согласно поправке 1994 года к Конституции Аргентины была создала должность главы кабинета министров. Бауса стал первым, занявшим этот пост в 1995 году. В 1996 году он ушёл в отставку из-за заболевания гепатитом С/ Бауса был избран в Сенат, где заседал до 1999 года. После этого он оставил политику и вернулся в родную провинцию Мендоса.
Бауса занимался организацией политической кампании Менема на всеобщих выборах 2003 года. Менем выиграл их, но снялся со второго тура, уступив место губернатору Санта-Круса Нестору Киршнеру. Одновременно с этим Бауса также оставил внутреннюю партийную политику. С того времени он сосредоточился на семейном бизнесе, который основал ещё его прадед. Лапша Bauzá известна и производится и по сей день.

## Болезнь и смерть
В 2004 году у Баусы диагностировали болезнь Альцгеймера. Его сын сообщал о том, что, несмотря на то, что болезнь вывела его из строя, в последние годы его жизни он всё же оставался в сознании. Бауса умер 17 февраля 2019 года по неизвестным причинам. Его семья, в том числе пятеро его сыновей и семь внуков, отказалась от публичных похорон, устроив лишь частную прощальную церемонию. Бауса был похоронен на кладбище за пределами города Мендоса.